# Черкасовская волость
Черкасовская волость (тат.  چىركەس ۋولىٰسىٰ, Cirkəs vulьsь, Чиркәс вулысы) — административно-территориальная единица в составе Вятской, Казанской губерний и Татарской АССР. По состоянию на 1916 год волостное правление находилось в селении Черкасово.. Существовала в 1859-1930 годах. Ныне территория Елабужском районе Республики Татарстан.

## География
На 1910-е годы граничила с Качкинской, Граховской, Старо-Ятчинской, Лекаревской, Казыльской волостями Елабужского уезда и Зюринской и Старо-Кумазанской волостями Мамадышского уезда.

## История
Волость была образована в 1859 году из части Еловской волости.  В 1919 году передана вместе с Елабужским уездом в состав Казанской губернии. В 1920 году была присоединена к Татарской АССР, где вошла в Мамадышский кантон. В 1921 году из присоединённых в том же году волостей Елабужского уезду был создан Елабужский кантон и волость была присоединена к нему; в том же году селения Сарайкино и Чекчемир переданы в состав Граховской волости Вотской автономной области.
При укрупнении волостей в 1924 году Черкасовская волость была одной из немногих, чья территория не была изменена. С 1928 года в составе Челнинского кантона.
Упразднена в 1930 году при районировании Татарской АССР, вся территория волости включена в состав Елабужского района.

## Состав

### Сельсоветы
В начале 1930 года состояла из 11 сельсоветов (Черкасовский, Татарско-Дюм-Дюмский, Еловский, Старо-Куклюкский, Старо-Юрашский, Старо-Утягановский, Альметьевский, Умякский, Атиязский, Вотско-Юрашевский, Мортовский).